# Interjektion
Interjektionen (von lateinisch interiectio ‚Einwurf‘; deutsch Empfindungswörter, Ausrufewörter) bilden eine der in der Sprachwissenschaft traditionell unterschiedenen Wortarten und werden manchmal den Partikeln im weiteren Sinn zugerechnet. Sie sind definiert als Einzelwörter oder feste Wortverbindungen, die in ihrer Form unveränderlich (unflektierbar) sind und syntaktisch unverbunden als satzwertige (holophrastische) Äußerungen gebraucht werden. Lexikalisch haben sie keine Bedeutung im engeren Sinn. Im Unterschied zu Verzögerungslauten (wie äh oder ähm) drücken sie jedoch eine bestimmte Empfindung, Bewertungs- oder Willenshaltung des Sprechers aus oder übermitteln eine an den Empfänger gerichtete Aufforderung oder ein Signal der Kontaktaufnahme oder -vermeidung. Die genaue Bedeutung ist oft abhängig von der Intonation, die etwa bei der Interjektion hey zusammen mit anderen Faktoren des Äußerungskontextes darüber entscheidet, ob es sich um eine Begrüßung (hallo hey), das Infragestellen von etwas (hey?), die Aufforderung zu einer Unterlassung (hey!) oder um einen Trost- oder Koselaut (hey langgezogen und mit fallender Betonung) handelt.

## Beispiele aus dem Deutschen
- Symptominterjektionen: ach, aha, oh, au, bäh, huch, hurra, hoppla, igitt, nanu, oha, o lala, pfui, sic, tja, uups, wow, grr
- Aufforderungswörter (Appellinterjektionen) und Grußwörter: ey, hey, hallo, heda, huhu, tschüss, prost, pst, ahoi, na
- idiomatische Aufforderung zur Bestätigung: gell (gelt, gilt), woll (wohl), ne, nich, wa (nicht wahr)
- Lock- und Scheuchlaute (Appellinterjektionen zu Tieren): putt-putt, piep-piep, miez-miez, hü-hott, biele-biele, sch-sch-sch, ps-pssss, husch-husch
- Nachahmungen von Geräuschen und Lauten (Onomatopoetika): puff, dong, klong, ratsch, hui, peng, boing, bums, rums, fump, blub-blub, schnipp, hatschi, tandaradei
- Gesprächswörter und Partikeln der Bejahung oder Verneinung sowie Verzögerungslaute, wenn sie mit kommunikativer Funktion, z. B. zum Ausdruck eines Zweifels, gebraucht werden: äh, ähm, öhm, hm, mei (bairisch), nun, tja, na ja, mhm, ja, nein, okay, gut, genau, richtig, eijeijeijei
- Inflektive: ächz, seufz, kotz
- Aus Wörtern anderer Wortarten: cool, Mensch, Mann, Donnerwetter, Gesundheit, meine Güte, verdammt, ach Gottchen, meine Herren, Alter

## Pragmatisch
Interjektionen sind ein typisches Merkmal der Mündlichkeit, das heißt, sie treten besonders in gesprochener Sprache auf und dienen auch in schriftlicher Kommunikation und literarischer Sprache als Stilmittel fingierter Mündlichkeit. Als Äußerungstyp mit besonderer expressiver oder appellativer Funktion beziehen sich Interjektionen auf die Sprechsituation mit Sprecher und Empfänger und simulieren oder ersetzen dort typischerweise nonverbale oder paraverbale Kommunikationshandlungen wie Reflexlaute (Schmerz, Überraschung u. a. m.), Lachen, Mimik und Gestik.

## Lexikalisch
In Anknüpfung an Wilhelm Wundt (1904) unterscheidet man nach lexikalischen und genetischen Kriterien:
- „primäre Interjektionen“, die aus tierischen oder menschlichen Naturlauten entstanden sind, auch sonstige Onomatopoetika umfassen. Sie gehören keiner anderen Wortart an noch sind sie aus einer anderen Wortart abgeleitet.
- „sekundäre Interjektionen“, die aus Wörtern mit begrifflicher Bedeutung, insbesondere Substantiven, oder Wortverbindungen (Phraseologismen) bestehen und auch anderen Wortarten angehören oder in Beziehung zu ihnen stehen. Sekundäre Interjektionen unterliegen einer mehr oder minder ausgeprägten Entlexikalisierung: die Bedeutung, die die Verwendung der Wörter in anderen Wortarten konstituiert, tritt hinter der expressiven oder appellativen Bedeutung der Interjektion zurück oder verblasst auch ganz.

Beispiele:
- Primäre Interjektionen: ach, au, pfui, o, hä?, haha
- Sekundäre Interjektionen: Mensch, Mist, Scheiße, zum Donnerwetter, Herrgott nochmal, meine Güte, geh, komm

## Syntaktisch
Interjektionen sind syntaktisch unverbundene, eigenständige Äußerungen, die aber nicht die Struktur eines Satzes besitzen. Sofern sie nicht allein stehend, sondern in Verbindung mit einem Satz gebraucht werden, werden sie ihm im Deutschen und in den meisten anderen Sprachen in der Regel vorangestellt oder gelegentlich auch bekräftigend nachgestellt:
- Hä, meinst du das ernst?[2]
- Hey, aufmachen!
- Mist, die Tür geht nicht auf!
- Brr, ist das kalt!
- Das ist ja ekelhaft, igitt.

In ähnlicher emphatischer Funktion können sie auch innerhalb eines Satzes als Einschub einem dadurch besonders betonten Satzteil vorangestellt werden, wobei dieser Stellungstyp im Deutschen sowohl poetisch motiviert sein kann als auch umgangssprachlich vorkommt.
- Habe nun, ach! Philosophie (…) studiert (Goethe, Faust I, Eingangsmonolog)
- Ich kann dir doch, verdammt noch mal, nicht ständig alles erklären!
- Da hat sie ihm einfach zack! eine runtergehauen.

Nicht syntaktisch verbunden, aber in der Stellung kombiniert treten Interjektionen auch in Verbindung mit Pronomina, Namen und Nominalphrasen und in Verbindung mit anderen Interjektionen oder Gesprächspartikeln auf:
- Pfui, du Schwein.
- Ach, Peter, komm mal runter.
- Ach, der, den kenne ich gut.
- Ach, du liebes Kind.
- Ach ja, das habe ich auch schon gehört.

Werden Interjektionen dagegen syntaktisch integriert, so gehen sie in andere Wortarten über und werden damit in der Tendenz lexikalisiert. Besonders häufig sind im Deutschen adverbial integrierte Interjektionen, die eine Bewegung oder Fortbewegung onomatopoetisch in ihrer Geschwindigkeit oder Heftigkeit charakterisieren:
- Jetzt aber hops ins Bett.
- Schwups, war er wieder da.
- Das lässt sich nicht so husch-husch erledigen.

Ähnlich gebraucht man Interjektionen, die eine Bewertung ausdrücken, oft wie Adjektive zur wertenden Prädikation einer Sache:
- das ist pfui, das ist igitt, das ist bäh, das ist baba.

Hinzu kommen Nominalisierungen, mit denen sich Interjektionen als Zitate in den Satz integrieren:
- Mit großem Holterdipolter ging es weiter.
- Dein Ach und Weh geht mir auf die Nerven.
- Mit einem Hui war er wieder da.
- Mit einem lauten Plumps fiel er ins Wasser.

## Tierlaute
Die hier aufgeführten Tierlaute stellen eine kleine Sammlung der geläufigsten Tierlaute, bzw. Onomatopoetika im Sprachvergleich von Deutsch, Englisch, Französisch und Tschechisch her.
| Tier    | Deutsch         | Englisch                 | Französisch   | Tschechisch                            |
| ------- | --------------- | ------------------------ | ------------- | -------------------------------------- |
| Hund    | wuff / wau wau  | woof / wow wow / bow wow | ouaf-ouaf     | haf / haf haf (groß) / ňaf ňaf (klein) |
| Katze   | miau            | meow / meeow             | miaou         | mňau                                   |
| Vogel   | piep            | tweet                    | cui-cui       | píp                                    |
| Maus    | piep            | squeek                   |               |                                        |
| Kuh     | muh             | moo                      | meuh          | bú                                     |
| Frosch  | quak            | croak                    | crôa          | kvák                                   |
| Ente    | quack / nag nag | quack                    | coin-coin     | kvák                                   |
| Hahn    | kikeriki        | cock-a-doodle-do         | cocorico      | kykyryký / kikirikí                    |
| Huhn    | gack gack       | pock pock                | cot cot codec | kokodák                                |
| Esel    | iah             | eeehhoou                 | hi han        | íá                                     |
| Schaf   | mäh             | bah                      | bêê           | bé                                     |
| Kuckuck | kuckuck         | cuckoo                   | coucou        | kuků                                   |
| Schwein | oink oink       | oink oink                | groin-groin   | kvík kvík                              |

## Comics und Chat
Speziell die Sprache des Comics hat eine Fülle von entlehnten, übersetzten und neu erfundenen Interjektionen hervorgebracht. Sie sind auch in andere Sprachbereiche eingegangen und wurden besonders in der Sprache des Internet-Chats weiterentwickelt. Neben Onomatopoetika im engeren Sinn, die Geräusche und nonverbale Lautäußerungen imitieren, spielen im Comic sekundäre Interjektionen eine wichtige Rolle. Im deutschsprachigen Comic treten sie morphologisch besonders im Inflektiv auf – in Anspielung auf den Namen der Comic-Übersetzerin Erika Fuchs auch scherzhaft Erikativ genannt. Hierbei handelt es sich um eine infinite und unflektierte Verbform, die in Analogie zur Grundform englischer Verben als Infinitiv ohne -n oder -en gebildet (seufz, gähn, knutsch) und wie eine Interjektion gebraucht wird. In einer in den Chat-Foren weiterentwickelten Form tritt sie auch als komplexer Inflektiv auf, nämlich in Verbindung mit zusätzlichen Satzgliedern, dann aber ohne grammatisches Subjekt (auf-den-Tisch-hau, ganz-lieb-guck).
Lexikalisch handelt es sich bei Inflektiven der Comic- und Chatsprache in der Regel nicht um echte Onomatopoetika, sondern sie sind aus Wörtern gebildet, die aus Lautimitationen lediglich abgeleitet sind (klirr, summ), oder es handelt sich um sogenannte umschreibende Onomatopoetika, die auch dem Stamm nach kein akustisches Phänomen mehr imitieren, sondern es lediglich benennen und insofern den Laut selbst nur implizieren (seufz, hüstel, tröpfel).
Hinzu kommen Interjektionen, bei denen auch ein solcher indirekter Bezug auf ein akustisches Phänomen nicht mehr gegeben ist. Sie benennen vielmehr Handlungen, die kein bestimmtes Geräusch charakterisiert (knuddel, umarm, knüpf, nachdenk). Interjektionen letzteren Typs werden zusammen mit umschreibenden Onomatopoetika als deskriptive Interjektionen bezeichnet. Bei deskriptiven und komplexen Interjektionen im Inflektiv bleibt die ursprüngliche Bedeutung der einzelnen Wörter konstitutiv für die Bedeutung der Interjektion und tritt nicht, wie sonst bei sekundären Interjektionen, dahinter zurück.

## Bezeichnungen und Markennamen
Interjektionswörter werden auch zum Bilden von Begriffen, insbesondere Markennamen verwendet.
- Vifzack, Wiffzack – von vif („aufgeweckt, wendig, rührig“) und zack, Interjektion für schnell – „sehr regsamer, flott handelnder Mensch“[5]
- HUI – schnelles Internet, Markenname aus etwa 2010[6]
- Hui-Maschine – Spielzeug, Zaubertrick
- WOW air – Niedrigpreis-Fluggesellschaft, Flugbetrieb 2019 eingestellt